# Donatia
Donatia J.R.Forst. & G.Forst., 1776 è un genere di piante angiosperme eudicotiledoni appartenenti alla famiglia Stylidiaceae e all'ordine delle Asterales. Donatia è anche l'unico genere della sottofamiglia Donatioideae B. Chandler, 1911.

## Descrizione
Le specie di questo genere sono basse piante erbacee con delle forme a cuscinetto. Le radici sono di tipo rizomatoso o tuberoso. Le foglie in maggioranza sono raccolte in rosette basali o anche in rosette sovrapposte.  Le infiorescenze sono formate da fiori raggruppati in vario modo: a grappolo, a corimbo, a recemo oppure i fiori sono cimosi. I fiori hanno una simmetria actinomorfa. Sia i petali che gli stami sono liberi.

## Riproduzione
La riproduzione è tramite impollinazione entomofila  (le piante sono ermafrodite).

## Distribuzione e habitat
L'areale delle specie di questo genere si estende dalla parte meridionale del Sud America, alla Tasmania e Nuova Zelanda.

## Tassonomia
La famiglia di questo genere Stylidiaceae è descritta all'interno dell'ordine delle Asterales (lo stesso ordine delle Compositae, la famiglia più numerosa di specie botaniche) che comprende una dozzina di famiglie e circa 25.000 specie, le cui piante sono caratterizzate dal contenere sostanze di riserva come l'oligosaccaride inulina e dall'impollinazione con meccanismo "a pistone".
Il genere è l'unico componente della sottofamiglia Donatioideae caratterizzata dall'avere i petali e gli stami liberi.

### Specie del genere
In questo genere sono presenti solamente due specie:
- Donatia fascicularis J.R.Forst. & G.Forst., 1776 - Distribuzione: Cile e Argentina
- Donatia novae-zelandiae Hook.f., 1852 - Distribuzione: Tasmania e Nuova Zelanda